# L'Univers Elegant
L'univers elegant: supercordes, dimensions ocultes, i la recerca de la teoria final (ISBN 84-8432-264-5 i ISBN 84-8432-781-7) és un llibre de Brian Greene publicat en el 2000 que fa una introducció a la teoria de supercordes i proporciona una valoració global però no tècnica de la teoria i alguna de les seves carències.
Començant amb una consideració breu sobre la física clàssica, concentrant-se en els conflictes principals en física, Greene estableix un context històric per al naixement de la teoria de cordes com un mitjà necessari per a integrar el món probabilístic del model estàndard de la física de partícules amb la física newtoniana determinista del món macroscòpic. Greene aborda el problema essencial al qual s'enfronta la física moderna: la unificació de la teoria general de la relativitat d'Einstein i la mecànica quàntica. Greene suggereix que la teoria de cordes és la solució a aquestes dues teories que entren en conflicte. Greene utilitza freqüentment analogies i experiments mentals per tal de proporcionar al lector no especialitzat mitjans per adaptar-se a la teoria que té el potencial de crear una teoria unificada de la física.
L'univers elegant es va adaptar per a un programa de televisió de tres hores partit en tres parts a finals del 2003 en la sèrie NOVA de la PBS.